# Hipodamus
Hipodamus ili Mrežni plan je naziv za plan grada u kojem su ulice posložene prema ortogonalnom sustavu, odnosno gdje se sve ulice sijeku isključivo pod pravim kutom. Naziv „hipodamus“ plan je dobio prema grčkom arhitektu i urbanistu Hipodamusu iz Mileta, koji je 479. pr. Kr. bio zadužen za organizaciju obnove grada Mileta. Ipak, prvi ortogonalni urbanistički planovi datiraju mnogo ranije, a mogu se naći u Egiptu, Asiriji, Perziji, Indiji i Kini.

## Antički mrežni planovi
Mrežni planovi datiraju iz antičkog doba i proizlaze iz različitih civilizacija; neki od najstarijih planiranih gradova projektirani su prema sustavu mrežnog plana. Inspiracija takvom sustavu sigurno su građevine pravokutnog oblika, čije je slaganje dovelo do mrežnog plana.

### Indija
Oko 2600. pr. Kr. povijesni gradovi Mohendžo Daro i Harappa u dolini rijeke Ind projektirani su sustavom gradskih blokova podijeljenih na ravne ulice koje se sijeku pod pravim kutom, a protežu se u smjeru sjever-jug i istok-zapad. Također, svaki gradski blok bio je podijeljen manjim ravnim ulicama.

### Egipat
Radnička naselja u egipatskom gradu Gizi posložena su u blokovima dugačkih galerija koje su odvajale ulice složene prema mrežnom sustavu. Mnoga takva naselja u doba gradnji piramida građena su istim sustavom; os sjever-jug protezala se od kraljevske palače i sijekla je os istok-zapad koja se protezala od hrama, a na njihovom sjecištu nalazio se središnji trg koji je bio simbol veze između faraona i bogova.

### Babilonija
Babilonski kralj Hamurabi koji je vladao u 17. stoljeću pr. Kr. rekonstruirao je urbanistički plan grada Babilona, koji je postao najvećim gradom na svijetu. Prateći gabarite hramova, gradskih zidina, javnih zgrada i kanala za navodnjavanje, ulice grada bile su strogo pravocrtne i široke, a sijeku se pod pravim kutom. Ulice su bile popločene opekom i premazane bitumenom.

### Kina
Tradicija gradnje urbanističkih mrežnih planova koristila se u Kini od 15. stoljeću pr. Kr. nadalje. Smjernice je u pismenom obliku postavio antički kineski znanstveni rad Kaogongji u kojem piše kako bi „glavni grad trebao imati pravokutni oblik“. Također, preporuča se gradnja triju vrata na svakoj strani grada, koje bi trebali povezivati devet glavnih ulica koje se sijeku pod pravim kutom. Kraljev dvor se trebao nalaziti na jugu, tržnica na sjeveru, kraljevski hram na istoku te hramove svih bogova na zapadu. Zanimljivo, ovaj sustav organizacije podsjeća na kasnije izgrađenu Dioklecijanovu palaču na drugom kraju svijeta.

### Perzija
Sredinom 6. stoljeća pr. Kr. u Perzijskom Carstvu niče nekoliko novih i unaprijed planiranih gradova kao što su Pasargad i Perzepolis, koji su projektirani prema mrežnom planu ortogonalnih ulica. Većina perzijskih zgrada je kvadratičnog tlocrta, što uključuje apadane i kraljevske palače Kira Velikog, Darija Velikog, te Kserksa I. Perzijski vrtovi također su slijedili takav urbanistički sustav; karakteristika perzijskih vrtova je pravokutan oblik simetrično podijeljen ortogonalnim glavnim komunikacijama na četiri dijela; one formiraju križ u unutrašnjosti parka i tu se u bazenima i kanalima nalazi voda.

### Grčka
Prvi grčki grad projektiran prema mrežnom planu je najvjerojatnije Milet, koji je obnovljen prema tom sustavu nakon 479. pr. Kr., a planiranje grada pripisuje se Hipodamusu iz Mileta. Po ovom urbanistu Grci su prozvali mrežni plan, koji se u zapadnoj kulturi zadržao do danas. Vrhunac mrežnog plana kod grčkih polisa ostvaren je u gradu Priena koji se nalazi na izrazito neravnom terenu, čiji je centar bio tipična grčka akropola.

### Rim
Sustav mrežnog plana često se koristio u rimskom urbanizmu, koji se izvorno temelji na organizaciji rimskih vojnih logora poznatijih pod nazivom „kastrum“. Primjeri takvih rimskih gradova mogu se pronaći u današnjem Timgadu u Alžiru, te na primjeru Dioklecijanove palače u Splitu. Rimski mrežni plan karakterizira gotovo savršeno ortogonalni raspored ulica koje se križaju isključivo pod pravim kutom, dok dvije glavne i najšire ulice cardo i decumanus dijele grad na približno četiri jednaka dijela.

### Azteci
Teotihuacan, drevni grad u blizini današnjeg Ciudad de Méxica, najveći je grad sagrađen prema mrežnom planu na američkim kontinentima. Glavnu os grada čini „Cesta mrtvih“ koja se proteže od gradske tvrđave do piramide Mjeseca, dok su prema toj prostranoj ulici ortogonalno orijentirane sve sporedne ulice te građevine poput kolosalne piramide Sunca. Oko 1500. godine cijeli se kompleks prostirao na oko 20 kilometara četvornih.

## Moderni mrežni planovi
Pravilni mrežni rasteri karakteristični su za ideale renesansnih gradova, odnosno za mnoge nove planirane gradove što je čest slučaj u Sjedinjenim Državama. Najveći američki gradovi poput New Yorka (posebno Manhattan), San Francisca ili Chicaga građeni su prema strogom ortonolanom rasteru gdje se ulice sijeku pod pravim kutom, a grad je podijeljen na niz pravokutnih ili kvadratičnih blokova.
- Zagrebački Donji grad, s očitim mrežastim rasterom
- Plan grada Chicaga iz 1857. godine
- Grad New York kao jedan od karakterističnih mrežnih rastera, pogled iz zraka
- Barcelona

## Prednosti i nedostatci

### Cijena
Mrežni rasteri ulica općenito se smatraju jeftinijima od ostalih urbanističkih sustava, zato što određena populacija koristi manji broj ulica. Također, pravilni raspored parcela smanjuje broj mogućih imovinsko-pravnih sporova. John Randall tvrdio je kako je mrežni plan Manhattana u New Yorku „poboljšao kupnju, prodaju i razvoj nekretnina“.

### Pješačke zone
Budući kako je kod mrežnog plana promet ravnomjerno rasterećen, omogućeno je lakše pješačko povezivanje s ostalim dijelovima grada. Karakterističke prepreke poput slijepih ulica ili frekventnih raskiržja su rijetki ili ih gotovo nema. 

### Sigurnost
Nedavne studije pokazale su kako se više prometnih nesreća događa u prigradskim naseljima, nego u centrima gradova gdje su češća raskrižja odnosno manji gradski blokovi. Razlozi tome mogu biti velika udaljenost do bolnica u prigradskim dijelovima, kao i veće brzine koje automobili postižu u tim dijelovima grada.

### Rekonstrukcija i razvoj
Jedna od najvećih poteškoća kod razvoja mrežnih gradskih rastera je nedostatak mogućnosti specijalizacije, budući kako je većina važnijih javnih objekata smješteno duž glavnih gradskih arterija. Mrežni planovi često se izvode kod linearnih naselja; uz glavnu ulicu grade se okomite sporedne ceste koje omogućavaju najkraći pristup glavnoj ulici, te pritom rade pravilni mrežni sustav. Ovaj sustav najčešće se rabi na američkim kontinentima.

### Označavanje ulica
Mrežni raster ulica pogoduje lakom označavanju ulica brojevima, no u slučaju interpolacije nove ulice u postojeći mrežni sustav nastaje problem jer se ulica mora imenovati posebnim oznakama.

## Alternativni planovi
Glavna alternativa mrežnom planu je centralni plan, gdje se ceste zrakasto granaju iz određenog središta, koji je u Europi najčešće stariji dio grada. Drugi sustav je kombinirani, koji obuhvaća karakteristike mrežnog i centralnog plana, a karakterističan je za gradove koji su u početku građeni zrakasto, dok su daljnjim širenjem prihvatili mrežasti oblik.

## Poveznice
- Urbanističko planiranje
- Mohendžo Daro
- Harappa
- Perzepolis
- Milet
- Dioklecijanova palača
- New York
- San Francisco
- Chicago
- Barcelona

## Vanjske poveznice
- Povijesna zajednica Pennsylvanije  Arhivirana inačica izvorne stranice od 29. ožujka 2009. (Wayback Machine)
- Antički mrežni rasteri gradova